# Macedonia ai XXI Giochi olimpici invernali
La Macedonia ha partecipato ai XXI Giochi olimpici invernali di Vancouver, che si sono svolti dal 12 al 28 febbraio 2010, con una delegazione di 4 atleti.

## Sci alpino
| Gara    | Atleta            | 1° manche  | 2° manche | Tempo totale | Posizione |
| ------- | ----------------- | ---------- | --------- | ------------ | --------- |
| Slalom  | Antonio Ristevski | non finito |           |              |           |
| Gigante | Antonio Ristevski | 1'24"29    | 1'27"61   | 2'51"90      | 53        |

## Sci di fondo
| Gara                   | Atleta            | Tempo d'arrivo | Posizione |
| ---------------------- | ----------------- | -------------- | --------- |
| 15 km a tecnica libera | Darko Damjanovski | 41'48"2        | 85        |

| Gara                   | Atleta         | Tempo d'arrivo | Posizione |
| ---------------------- | -------------- | -------------- | --------- |
| 10 km a tecnica libera | Rosana Kiroska | 34'45"8        | 77        |